# Vlasti
Vlasti (in greco Βλάστη?, in arumeno: Blasta, in slavomacedone: Blatsa, Блаца) è una ex comunità della Grecia nella periferia della Macedonia occidentale di 645 abitanti secondo i dati del censimento 2001.
È stata soppressa a seguito della riforma amministrativa, detta Programma Callicrate, in vigore dal gennaio 2011 ed è ora compresa nel comune di Eordia.